# 10835 Фробель
10835 Фробель (10835 Fröbel) — астероїд головного поясу, відкритий 12 листопада 1993 року.
Тіссеранів параметр щодо Юпітера — 3,572.